# 4822 Karge
4822 Karge (1986 TC1) là một tiểu hành tinh vành đai chính được phát hiện ngày 4 tháng 10 năm 1986 bởi E. Bowell ở Flagstaff.
Tênd in honor of Orville B. Karge (1919–1990), instructor of physics ở San Dieguito High School và Torrey Pines High School, gần San Diego, California. Karge was known to be selflessly devoted to teaching và the development of opportunities for students to independently explore their interests beyond the classroom. His encouragement to enter science fairs, sponsorship of a long-lived rocketry và astronomy club, và an open-lab policy provided educational challenges và adventures for his physics students và many others.
Citation prepared bởi J. Bytof ở the request of the discoverer.